# Balkon aranya
A balkon aranya (Bidens ferulifolia) egy Észak-Amerikában őshonos növény az őszirózsafélék családjából. Angol nyelvterületen (apache/ fern- leaved) beggarticks, vagy a ‘bidens’ hangzására rímelő beedance, esetleg aranyszem (golden eye) vagy mexikói arany (mexican gold) néven ismert.

## Elterjedése
A balkon aranya Mexikóban őshonos, de mára már szinte az egész világon elterjedt dísznövény.

## Megjelenése
Elterülő, alacsony növésű, rövid életű évelő növény, magassága jellemzően 20–40 cm. Levelei világos, fényes zöldek aprók és finoman szeldeltek. Megjelenése bokros jellegű a levelek rövid nyélen ülnek, tömör lombozatú. Virágai tömegesen nyílnak a hajtáscsúcsokon, 2–3 cm nagyok, aranysárga színűek általában 5-7 sziromból álló laza szerkezetűek, felfelé nézők.
Népszerűségét dísznövényként annak is köszönheti, hogy ideális körülmények között rendkívül sok virágot hoz, májustól akár egészen októberig. Kertészeti forgalomban számos hibridet kínálnak eladásra.
Megtermékenyülést követően a virágzat összezáródik, majd a magérlelés végén ismét kinyílik. Magjai 4–5 mm hosszúak, szálka szerűek, gömbformába meredeznek, végükön apró horgacskákkal, melyek a magok szétterjesztését segítik.

## Gondozása
Magjait márciusban, áprilisban érdemes vetni laza szerkezetű ültetőközeg felszínére. A magok 10-21 nap alatt csíráznak 13-18 °C-on, a csírázáshoz mérsékelt fény is szükséges, ezért ne takarjuk be földdel. Az ültetőedényt üveglappal vagy átlátszó műanyag fedéllel érdemes letakarni, így tudjuk biztosítani a megfelelően nedves közeget. A palántákat április végén május elején érdemes kiültetni, balkonládába, konténerbe, ágyásszegélybe. Félárnyékos, napos terület megfelelő a számára, de ha biztosítani tudjuk rendszeres öntözését, akkor folyamatos napsütéses helyen is jól érzi magát. A legmagasabb hajtáscsúcsokat néha érdemes eltávolítani, így nagyobb mértékben bokrosodásra tudjuk késztetni a növényt. Az időnkénti tápszerezést gazdagabb virágzással hálálja meg.

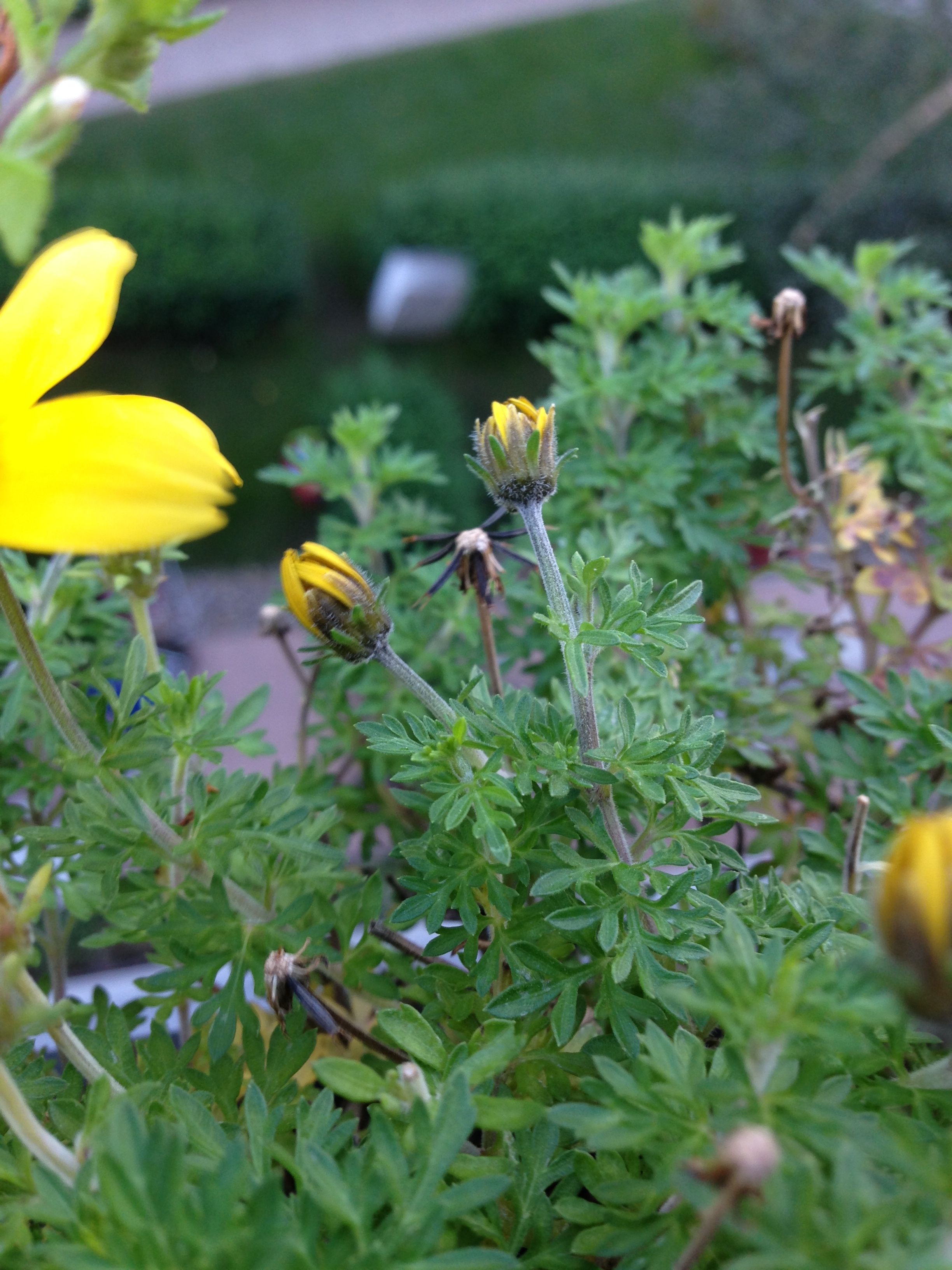
Balkon aranya (Bidens ferulifolia) bimbó, levél
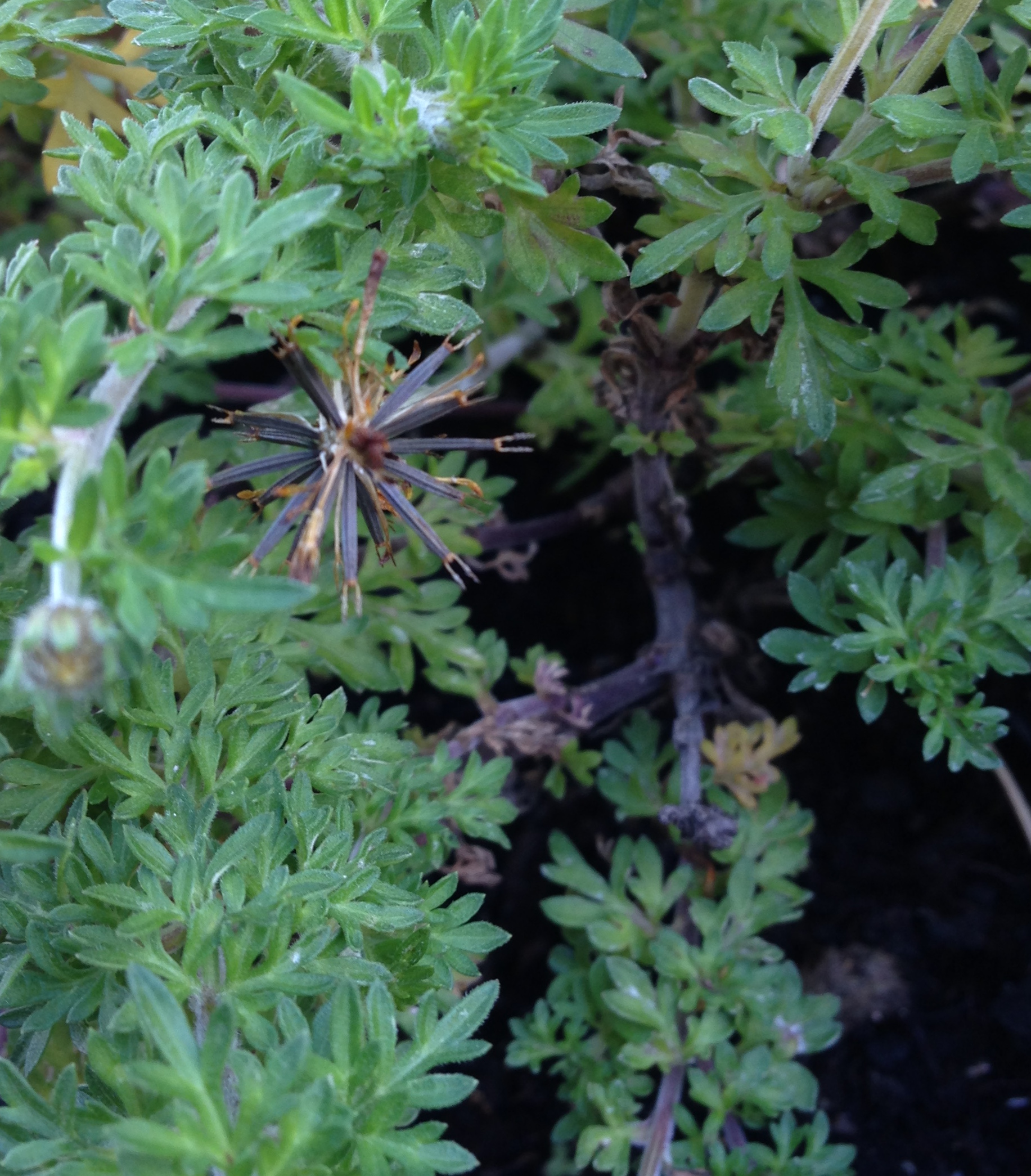
Balkon aranya (Bidens ferulifolia) magok
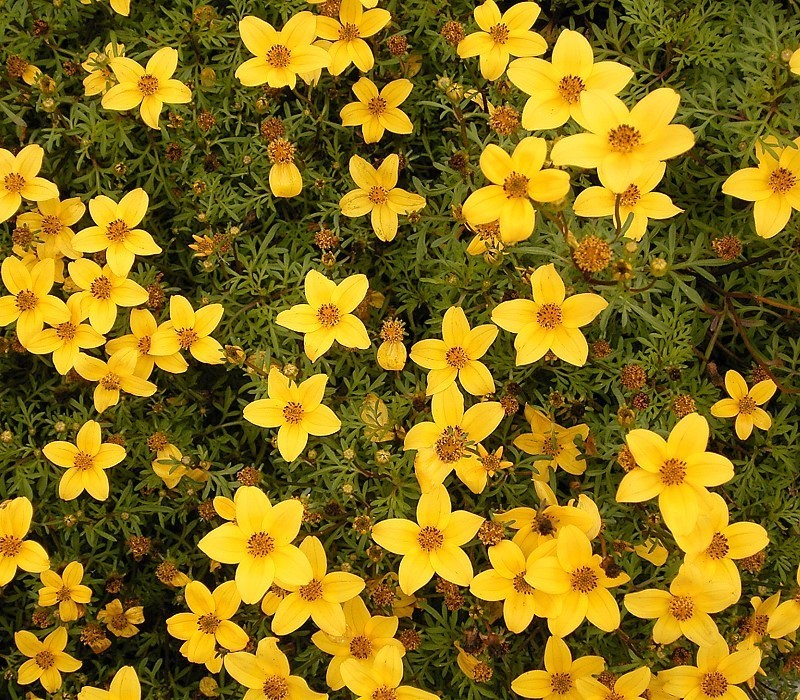
Balkon aranya (Bidens ferulifolia) virágzat